# Afera Vič-Holmec
Afera Vič-Holmec je bila politična afera v Sloveniji, ki je izbruhnila leta 1999.
Sama afera je temeljila na poskusu kriminalizacije dogodkov slovenske osamosvojitvene vojne leta 1991. Povod za afero sta bila spopad za mejni prehod Vič in spopad za mejni prehod Holmec, med katerima naj bi se zgodila vojna zločina.
Afera se je začela, ko je novinar Bojan Budja objavil članek v Slovenskih novicah o vojnih zločinih med tema dvema spopadoma. Vlada Republike Slovenije je takoj zanikala te obtožbe in ustanovila neodvisno komisijo.
V sklopu afere je bila vložena interpelacija proti takratnemu notranjemu ministru Mirku Bandlju zaradi raznih očitkov in kritiziranje slovenske osamosvojitvene vojne, ki so v času afere prišle s strani notranjega ministrstva; interpelacije je bila uspešno izglasovana 16. februarja 1999.
22. aprila 1999 je komisija notranjega ministrstva izdala t. i. Gričarjevo poročilo, v katerem je ovrgla obtožbe o vojnih zločinih. Hkrati je ugotovila, da namen afere ni bila diskvalifikacija policistov, temveč državnega podsekretarja Marka Pogorevca, ki je med osamosvojitveno vojno na mejnem prehodu Vič poveljeval policistom.